# Holasteron aspinosum
Holasteron aspinosum là một loài nhện trong họ Zodariidae.
Loài này thuộc chi Holasteron. Holasteron aspinosum được Barbara C. Baehr miêu tả năm 2004.